# André Jaecklin

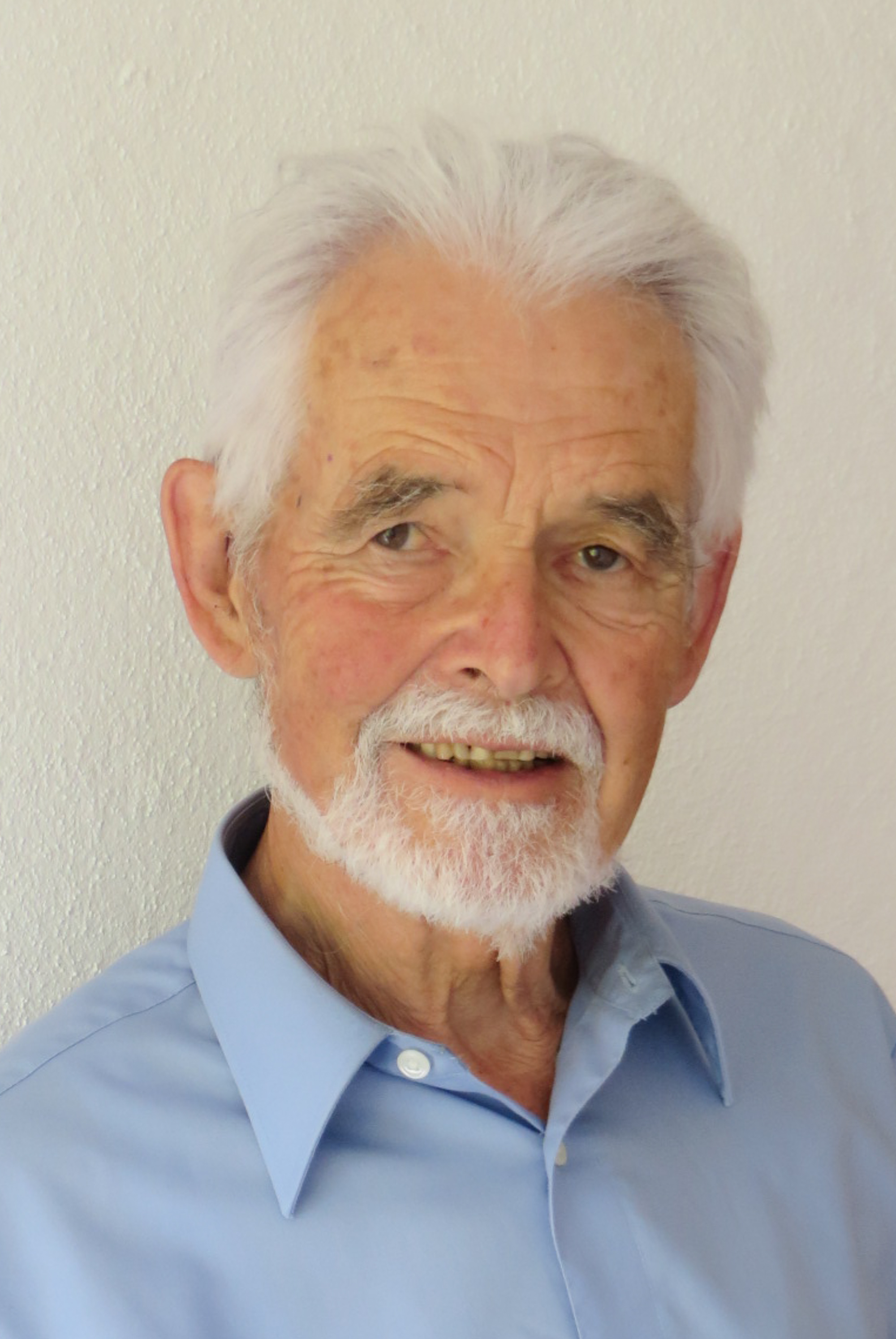
Andre Jaecklin (2019)

André August Jaecklin (* 27. Juni 1933 in Berlin) ist ein Schweizer Elektroingenieur und Hochschullehrer. Er leistete Pionierarbeit auf dem Gebiet der Leistungselektronik.

## Leben
André A. Jaecklin besuchte die Grundschulen in Baden AG. 1952 schloss er an der Realabteilung der Kantonsschule Aarau mit der Maturität ab. Ab 1953 studierte er Elektrotechnik an der ETH Zürich. Dort schloss er 1958 als Diplomingenieur ab. Anschließend war er bis 1961 wissenschaftlicher Mitarbeiter am Institut für Fernmeldetechnik der ETHZ und promovierte an diesem Institut bei Heinrich Emil Weber. Seine Dissertationsschrift trug den Titel Transistorisierter Impulsgenerator für die Zeittaktzählung von Telefontaxen. Die erste Arbeitsstelle trat er 1961 bei der Firma G. Hasler AG in Bern an, einem Unternehmen der Schweizer Fernmeldeindustrie, welches später Teil der Firma Ascom wurde. Anschließend wanderte er 1963 nach Kalifornien aus. Dort forschte Jaecklin bei der Firma Ampex Corporation in Redwood City auf dem Gebiet von Magnetbanddatenspeichern für Computer. Nach seiner Rückkehr in die Schweiz konnte er 1968 dem neu gegründeten Forschungszentrum der Brown Boveri & Cie (BBC) in Baden-Dättwil als wissenschaftlicher Mitarbeiter beitreten. Sein erstes Projekt war die Entwicklung eines Stromwandlers für Höchstspannungsübertragungen zusammen mit Peter Wild basierend auf dem Faraday-Effekt.
Auf Grund seiner Erfahrungen in Kalifornien beantragte er, an der ETH Zürich ebenfalls Nachdiplomstudien anzubieten. Schon 1968 wurden dort solche Postgraduate-Studiengänge eingeführt.
1970 ergab sich für Jaecklin die Möglichkeit, eine neue Forschungsgruppe für Halbleiterbauelemente im BBC-Forschungszentrum zu formieren. Auf Antrag von Georges Keller beschloss BBC wenige Jahre später, eine industrielle Fertigung für Leistungshalbleiter in der Schweiz aufzubauen. Jaecklin wechselte deshalb 1973 in die Entwicklungsabteilung dieser neuen Organisationseinheit, um dort Grundlagen für neue bipolare Leistungshalbleiter zu entwickeln. Es resultierten besonders leistungsfähige Thyristoren wie auch GTO-Thyristoren (Gate-Turn-Off  Thyristoren), welche für Anwendungen bei Hochspannungs-Gleichstrom-Übertragung (HGÜ) respektive in Lokomotiven zum Einsatz kamen. Am 1. Oktober 1981 habilitierte sich Jaecklin an der ETH Zürich, erhielt die Lehrberechtigung für das Gebiet der Leistungselektronik und führte entsprechende Vorlesungen durch. Im Jahr 1990 kehrte Jaecklin ins ABB-Forschungszentrum zurück, das nach der Fusion von BBC und Asea zur ABB entsprechend benannt wurde. Am 1. April 1993 wurde ihm der Titel eines Professors an der ETH Zürich verleihen. Bis zu seiner Pensionierung 1998 war er im ABB-Forschungszentrum für fremdfinanzierte Forschungsprojekte Koordinator.
Nach seiner Pensionierung bei ABB hat Jaecklin ein Nachdiplomstudium in Medizinphysik an der ETHZ begonnen und 2000 abgeschlossen. Die Institutsleitung für Neuroinformatik hat ihn bis 2016 als Berater beigezogen.

## Mitgliedschaften
- Junior Chamber International in Baden AG
- Eidgenössische Stiftung zur Förderung schweizerischer Volkswirtschaft durch wissenschaftliche Forschung, Zürich

## Ehrungen
- IEEE Fellow seit 1995[7]
- ISPSD Contributary Award 2001
- Prof. André Jaecklin introduced into the ISPSD / IEEE Hall of Fame. D-ITET, ETH Zürich, 29. Mai 2018

## Publikationen
- A. A. Jaecklin, M. Lietz: Birefringence and Faraday Effect. J. of Appl. Math. and Phys. 20 (4), 1969, p. 565
- André A. Jaecklin (Hrsg.): Power Semiconductor Devices and Circuits. Springer-Verlag, New York. 26. Oktober 2012, ISBN 978-0-306-44402-9.
- André A. Jaecklin: Publikationen von André A. Jaecklin. Researchgate, abgerufen am 30. April 2019
- Wolfgang Fichtner und André A. Jaecklin: ISPSD Proceedings International Symposium on Power Semiconductor Devices & ICs. IEEE, 1. Dezember 1994, 436 S. ISBN 978-0-7803-1494-8
- André A. Jaecklin (Keynote Paper): Integration of Power Components – State of the Art and Trends. 7th European Conference on Power Electronics and Applications. Trondheim, Norway.  EPE Association, Brüssel, September 1997.

## Patente
Die von André Jaecklin angemeldeten Patente finden sich in der Datenbank Justitia Patents.